# Douwen
Douwen est un hameau de la commune néerlandaise de Het Hogeland, situé dans la province de Groningue.